# Псевдоархеология
Псевдоархеология (также «альтернативная археология», маргинальная археология, англ. fringe archaeology; фантастическая археология, культовая археология, народная археология, popular archaeology; квазиархеология) — совокупность претендующих на научность, но не являющихся научными литературно-публицистических сочинений и идей на археологические темы, созданных в основном непрофессионалами, которые отвергают научные методы сбора и анализа данных. Археолог Уильям Стибинг-младший и профессор антропологии Дин Сноу писали, что народная археология (псевдоархеология) представляет собой единое явление. Псевдоархеология привлекает широкие слои общества.
Близкими и связанными понятиями являются псевдоистория и псевдолингвистика.
Псевдоархеологические методы и идеи подвергаются критике со стороны учёных-археологов. Один из самых известных критиков, археолог Джон Р. Коул, охарактеризовал псевдоархеологию как опирающуюся на «сенсационность, неправильное использование логики и доказательств, непонимание научного метода и внутренние противоречия в аргументации».
В качестве «объектов изучения» псевдоархеологи могут рассматривать «неуместные артефакты» (от англ. «out-of-place artifact», OOPArt) — предметы (изделия, скульптуры, сооружения и др.), предположительно противоречащие общепринятым научным представлениям о факте или хронологии эволюции, развитии техники, исторической хронологии. Большинство «неуместных артефактов», исследованных учёными, оказались подделками или неверно интерпретированными предметами. Одним из приёмов псевдоархеологии является фальсификация исторических источников.

## Терминология
Для обозначения неакадемических интерпретаций археологии используются различные термины. В течение 1980-х годов археологи Джон Р. Коул (1980) и Уильям Х. Стибинг-младший (1987) использовали термин культовая археология. В 1980-х годах Стивен Уильямс в Гарвардском университете преподавал курс бакалавриата «Фантастическая археология». Уильямс опубликовал книгу с таким же названием (1991).
В 2000-х годах термин «альтернативная археология» начали использовать такие учёные, как Тим Себастион (2001), Роберт Дж. Уоллис (2003), Корнелиус Холторф (2006), и Габриэль Мошенка (2008). Гарретт Г. Фэган и Кеннет Л. Федер (2006) писали, что этот термин был выбран только потому, что он «придаёт более тёплый и обтекаемый оттенок», который «апеллирует к нашим высшим идеалам и прогрессивным предпочтениям». По их мнению, термин псевдоархеология является намного более подходящим. Этот термин использовался также другими академическими и профессиональными археологами, такими как Колин Ренфрю (2006).
Другие академические археологи выбрали другие термины для обозначения этих интерпретаций. Глин Дэниел, редактор журнала Antiquity, использовал пейоративный термин бредовая археология (bullshit archaeology).

## История
Современная псевдоархеология (квазиархеология) восходит к XVI—XVII векам, когда имелись представления о древних горшках, естественным путём выраставших из земли, а в исторических реконструкциях применялись сюжеты из Библии и мифологии. Многие новейшие построения в сфере этногенеза, опирающиеся на патриотическую риторику, сходны этими ранними построениями. Эти идеи стали результатом борьбы за власть и влияние внутри и вне конкретных государств, которая в течение истории и в особенности в XIX—XX веках проводилась маргинальными общественными движениями и политическими радикалами.
Популярность народной археологии проявляется циклично. Несколько таких циклов отражены в материалах библиотек. Неоднократно появлялись заявления о посещениях Нового света до Колумба финикийцами, египтянами, кельтами, валлийцами, норвежцами, португальцами, израильтянами и др. Записи и книги на эту тему появляются по мере того, как пробуждается интерес к той или иной идее.
Телевизионная программа «Таинственный мир» писателя Артура Кларка затрагивала темы НЛО, снежного человека и хрустальных черепов. В «Американской Книге Бытия» Джеффри Гудмана, в которую включено достаточно научных исследований, чтобы создать видимость интеллектуальности, выдвигается гипотеза, что современные люди произошли от более примитивной расы в Новом Свете.

### Доколумбовы контакты с Америкой

#### Кельты
Идея об открытии Америки кельтами до Колумба впервые встречается в статье 1824 года в «American Journal of Science», в которой в качестве доказательства приводились различные камни с северо-востока США, отдельные или в грудах. Также использовались доказательства из других частей Северной Америки, в том числе миф о светлокожих индейцах манданах. С того периода эта идея периодически возрождалась. Предметом спекуляций стали руины старой усадьба Патти (XIX века, возможно, с фундаментом XVII века) в Северном Салеме, штат Нью-Гэмпшир, известные как Мистери-хилл, а позже как Американский Стоунхендж. Это место впервые привлекло внимание общественности примерно в 1937 году. В книге 1946 года владелец участка Уильям Гудвин утверждал, что здание было построено ирландскими монахами. Эта идея наряду с другими заявлениями, привела к созданию в 1954 году Фонда ранних памятников. В 1964 году ей на смену была создана более активная Ассоциация исследования древностей Новой Англии, осуществляющие на северо-востоке США поиски доколумбовых артефактов, по их мнению, связанных со Старым Светом, включая Мистери-хилл.
В Новой Англии (регион на северо-востоке США) старые подвалы, печи для обжига известняка и другие каменные постройки были объявлены доколумбовыми кельтскими памятниками. В 1976—1977 годах пятеро энтузиатстов, вдохновлённые этой идеей, провели год, плавая на обтянутом кожей ирландском куррахе (лодке) из Ирландии на Ньюфаундленд. Поездка доказала, что пятеро современных мужчин, которые точно знают направление, могут доплыть на кожаной лодке из Европы в Америку.
Интерес к идее открытия Америки кельтами достиг своего пика в 1976 году, именно в то время, когда феномен фон Дэникена начал ослабевать. Барри Фелл опубликовал книгу «Америка до нашей эры» и ряд статей в своём «Occasional Publications of the Epigraphic Society» примерно в то же время, что положило начало новому циклу «антикварного энтузиазма». В его работах и работах его последователей старые подвалы названы мегалитическими сооружениями древних выходцев из Европы, узоры переведены как огамические надписи, «реанимированы» старые подделки. В 1977 году в Колледже Каслтона штата Вермонта была организована конференция, материалы которой были опубликованы в следующем году под названием «Древний Вермонт». На конференции присутствовало несколько профессионалов, но большинство участников были энтузиастами. В числе прочего, имели место типичные утверждения, что профессиональные археологи скрывают доказательства.

#### Валлийцы
Эпические поэмы о валлийском принце Мадоке, первооткрывателе Америки, были подхвачены тюдоровскими историками как способ бросить вызов испанскому превосходству в исследовании Нового Света. Легенда о Мадоке открывалась заново много раз, последний раз Ричардом Диконом в его книге 1966 года «Мадок и открытие Америки». Дикон утверждал, что различные индейские языки содержат «валлийские» слова, и развивал старый миф о светлокожих индейцах манданах в Северной Дакоте. Та же история ранее была использована Хьялмаром Холандом в качестве доказательства, что викинги добрались до Миннесоты. Знак у дороги у залива Мобил в южной Алабаме, по мнению Дикона, стоит на месте высадки Мадока.

#### Скандинавы
В 1837 году датский историк Карл Рафн опубликовал большой труд, посвящённый скандинавским сагам о Винланде, в котором предложил искать информацию о следах прибывания скандинавов в Северной Америке. Предложение вызвало широкие поиски скандинавских надписей, архитектуры и артефактов. Было найдено много неверно интерпретированных предметов, были предъявлены подделки и представлены сообщения о вымышленных находках. Американские индейцы, похороненные с медными украшениями, были представлены как викинги в полных доспехах, старые межевые знаки — как рунические камни, а колониальные постройки превратились в скандинавские руины. В 1898 году было сообщено об открытии Кенсингтонского рунического камня недалеко от Александрии, штат Миннесота. Камень, содержащий руническую надпись, некоторое время серьёзно воспринимался учёными. Находка привлекла внимание энтузиаста Хьялмара Холанда. В настоящее время известно, что камень был вырезан примерно в 1885 году местным фермером. В 1960 году на Ньюфаундленде (Канада) были найдены подлинные остатки поселения викингов Л’Анс-о-Медоуз. Однако сообщения, отправленные Рафну за много десятилетий до этого, были результатом подделок и неверных толкований, как и более поздние сообщения на ту же тему. Интерес к викингам в Америке возродился с публикацией в издательстве Йельского университета книги «Карта Винланда и татарские отношения» в День Колумба в 1965 году. В 1974 году химический тест чернил выявил, что карта является подделкой.

#### Израильтяне
«Финикийская надпись» из штата Параиба в Бразилии рассматривалась как подлинная американским лингвистом Сайрусом Гордоном в 1968 году (позднее было установлено, что надпись является подделкой). Применяя некоторые приёмы, использованные Феллом, Гордон преподносил покрытый царапинами камень, предположительно найденный в кургане в Теннесси, как доказательство того, что надпись была оставлена евреями, бежавшими от римлян.

#### Африканцы
Айвэн Ван Сертима, адъюнкт-профессор африканистики Ратгерского университета, развивал идею доколумбовых посещений африканцами Америки. В его книге «Они пришли до Колумба» используются приёмы соединения вырванных из контекста фактов. В качестве доказательств своей концепции Сертима приводил каменные головы ольмеков из Мексики и другие артефакты коренных американцев, объявленные негроидными.

### Алгонкины
Древние индейцы-алгонкины оставили большое число артефактов и петроглифов, которые привлекают внимание как специалистов, так и любителей. Их декоративное искусство часто характеризуется линейными геометрическими узорами. К ним природа добавила горные породы, особенно известняк, который может трескаться и выветриваться, образуя линейные, иногда заштрихованные узоры. Результат иногда отдалённо напоминает огамическое письмо, письменность древнеирландского языка, которая использовалась в Средние века в Ирландии и кельтских районах Уэльса и Шотландии. Американский профессор зоологии Барри Фелл, «перевёл» многочисленные предполагаемые им североамериканские «огамические надписи», опубликовав эти «переводы» в своей книги «Америка до нашей эры». Поскольку ни одна из его американских «надписей» не выдерживает проверки на подлинность, а большинство из них содержат только бессмыслицу, Фелл стал утверждать, что в «надписях» отсутствовали гласные, хотя в огамском письме они есть; что было задействовано несколько языков, включая баскский, норвежский, кельтский, семитский и др.; что «надписи» могут быть зашифрованы и поэтому требуют не только перевода, но и расшифровки. Эти произвольные допущения позволили ему делать любые «переводы». Фелл также возродил интерес публики к давно разоблачённым подделкам, таким как «финикийская надпись» из штата Параиба в Бразилии, таблички Давенпорта из Айовы и золотая пластина с надписью из Эквадора. Фелл утверждал, что язык зуни происходит от древнего ливийского, что некоторые топонимы Новой Англии являются кельтскими, а язык пима можно прочитать с помощью «семитского» словаря. Профессор антропологии Дин Сноу отмечал, что утверждения о подобных заимствованиях предполагают как незнание общих принципов работы языков, так и незнакомства с конкретными языками, о которых идёт речь. В доколумбовый период в Новом Свете существовало около двух тысяч взаимонепонятных языков — более чем достаточно, чтобы случайное слово в каждом из них могло отдалённо напоминать случайное слово языков Старого Света как по форме, так и по значению.

### Влияние креационизма
Точки соприкосновения псевдоархеологии и креационизма прослеживаются начиная с Игнатиуса Доннелли, политика XIX века из Миннесоты, который положил начало современному увлечению Атлантидой. Доннелли предположил, что история о Ноевом потопе была одной из многих мировых легенд, подтверждающих достоверность рассказа Платона об Атлантиде. Христианские фундаменталисты рассматривали и до настоящего времени рассматривают то же построение в обратном порядке: рассказ Платона о гордой цивилизации, обречённой богами, был одним из многих языческих искажений истинного повествования, данного в Библии. С тех пор обе стороны в целом заимствуют аргументы и текстуальные прочтения друг друга. Книги и журнальные статьи об историчности Атлантиды и подобных працивилизаций, публиковались практически непрерывно со времени публикации книги Доннелли «Атлантида: Допотопный мир» в 1882 году.
В 1984 году в Глен-Роузе (Техас) сторонник младоземельного креационизма Карл Бо основал «Музей свидетельств сотворения мира». В числе экспонатов имеется ряд «неуместных артефактов», в частности, так называемый «лондонский молот из Техаса», возраст которого, по утверждениям сторонников псевдоисторических идей, составляет миллионы лет. Экспозиция музея неоднократно критиковалась за ошибочную атрибуцию или прямую подделку экспонатов.
Книга британского журналиста и псевдоархеолога Грэма Хэнкока «Следы богов» (1995), в которой содержится краткое изложение многих идей, связанных с поисками Атлантиды, стала международным бестселлером в середине 1990-х годов. Хэнкок сообщал о более чем 5 миллионах продаж всех своих изданий. К числу известных представителей «альтернативной археологии», связанных с Хэнкоком, принадлежат египтолог-любитель Джон Энтони Уэст («Змей в небе»), инженер Роберт Бовал («Тайна Ориона»), канадская пара Рэнд и Роуз Флем-Ат («Когда небо упало: в поисках Атлантиды») и ведические креационисты Майкл Кремо и Ричард Томпсон («Запрещённая археология: неизвестная история человечества» 1993 года).
Последняя была создана совместно с Институтом Бхактиведанты Международного общества сознания Кришны и посвящена «неуместным артефактам» и другим «аномальным находкам» (якобы слишком древние артефакты, костные останки и следы человека) и стала каноническим текстом как для сторонников нью-эйдж, так и для фундаменталистов, несмотря на то, что центральная идея Кремо в том, что анатомически современные люди существуют уже миллиарды лет. Кремо принимает научные аргументы в пользу возраста Земли в миллиарды лет, но считает, что древние люди могли обладать мудростью и технологиями за пределами нашего понимания. По словам Кремо, в книге «более 900 страниц хорошо задокументированных свидетельств того, что современный человек не произошёл от человека-обезьяны, а сосуществовал с обезьянами на протяжении миллионов лет». Кремо и Томпсон называют себя «ведическими археологами» и считают, что их «открытия» подтверждают историю человечества, описанную в Ведах. Авторы предлагают положить на одну «чашу весов» собранные ими «аномальные» свидетельства, на другую — факты, укладывающиеся «в общепринятую теорию эволюции человека». Эти группы свидетельств рассматриваются как равноценные: «если мы отвергнем первую категорию свидетельств (об аномальных находках), то, будучи последовательными, должны отвергнуть и вторую (объединяющую ныне признанные свидетельства), и тогда учение об эволюции человека потеряет значительную часть своего фактического обоснования». Анализ находок в книге не представлен. В другом разделе книги приводятся классические находки, «поддержанные официальной парадигмой дарвинизма», которые авторы, напротив, подвергают критике. Авторы пытались найти подходы и к научному сообществу, для чего бесплатно рассылали экземпляры книги известным специалистам. По мотивам книги сняты фильмы, в том числе российского производства.
Археологи и палеоантропологи описывают книгу как псевдонаучную. Антрополог Колин Гровс отметил, что находки XIX века, как правило, были случайными и производились любителями, и поэтому надёжно не документировался их контекст (геологический слой), и датировки не вызывают доверия. Кремо и Томпсон не учитывают этого и стремятся придавать всем находкам равную ценность. Гровс также заявляет, что, критикуя радиоизотопное датирование, они не принимают во внимание постоянное совершенствование этих методов и, как следствие, тот факт, что более поздние результаты более надёжны, чем более ранние. В разделе «Необычные скелетные останки человека» 20 из 21 приведённых находок были сделаны в XIX — первой четверти XX века, одна — ко второй половине XX века и не представляет собой аномалии. Остальные 20 «аномалий» объясняются отсутствием или несовершенством методов раскопок и датирования находок в период их обнаружения. Большинство приведённых находок были обнаружены случайно рабочими, шахтерами и любителями, поэтому невозможно установить конкретное место находки и её геологический и археологический контекст, а следовательно датировку. В трёх случаях, когда находку удавалось датировать естественно-научными методами, получался молодой возраст. Минимум три находки из 21 являются установленными учёными подделками.
Кремо продолжил тему «Запрещённой археологии» в своих более поздних работах, таких как «Влияние запрещённой археологии» (1998). В его книге «Деволюция человека» (2003), как и в «Запрещённой археологии», утверждается, что человек существует миллиарды лет. Он пытается доказать этот тезис, цитируя, по выражению историка науки Миры Нанды, «все возможные исследования паранормальных явлений, когда-либо где-либо проводившиеся, чтобы „доказать“ истинность холистической ведической космологии, которая предполагает присутствие духовного элемента во всей материи (принимающей различные формы, что объясняет теорию „деволюции“)».
В тот же период произошло возрождение евангельского христианства и основание Института креационных исследований и большого числа других организаций «научного креационизма». «Альтернативная археология» и «наука о сотворении» («научного креационизма») были объединены в телевизионном специальном выпуске «Таинственное происхождение человека», который вышел в эфир на канале NBC в феврале 1996 года. Шоу, организованное Чарлтоном Хестоном, представляло собой смесь противоречивых гипотез от «нового поколения научных исследователей».
Евангелические креационисты Кен Хэм, Джонатан Сарфати и Карл Виланд, соучредители креационистской организации «Ответы в Книге Бытия», одобрительно цитируют «Запрещённую археологию» Кремо и Томпсона в «Пересмотренной и расширенной книге ответов» (2000), ключевом труде современного креационизма. По мнению Хэма, евангелические креационисты согласны с «доказательствами» сосуществования людей с динозаврами и присутствием человеческих артефактов в том, что «мейнстримная геология» называет очень древними слоями. Часть креационистского движения отошла от наиболее ненаучных идей. По словам самого Кремо, в отличие от других креационистов, он не претендует на монополию на истину, а является «частью большой духовной семьи сторонников альтернатив дарвинизму».
За последние несколько десятилетий между рядом креационистов и приверженцами «альтернативной археологии» с влиянием нью-эйдж сформировался нечёткий и в некоторых случаях взаимно неудобный общий идейный фронт. Оба направления стремятся опровергнуть авторитет современной науки.
Организация «Ответы в Книге Бытия», которая продвигает большое число псевдонаучных идей в рамках креационизма и выступает в качестве информационного центра наиболее последовательных представлений «науки о сотворении», в значительной степени отошла от поисков следов Эдемского сада, поисков Ноева ковчега и Ковчега Завета, а также от аргументов наподобие найденных Карлом Бо человеческих следов среди отпечатков динозавров в Техасе. Его основная позиция в отношении Всемирного потопа состоит в том, что это была такая разрушительная катастрофа, которая настолько сильно изменила земной шар, что очень трудно найти свидетельства допотопного мира. Профессиональный археолог Брайант Г. Вуд, редактор христианского журнала «Библия и лопата» занимается установлением подлинности библейских имён и дат с целью подтверждения исторической достоверности Библии.
Рон Уайетт заявлял об обнаружении Ноева ковчега, могил Ноя и его жены, местонахождения Содома и Гоморры, Вавилонской башни и многих других важных объектов. Однако он не представил доказательств, достаточных для признания его «открытий» библеистами, историками и другими учёными.

### Палеоконтакты
В 1960 году в статье советских писателей-фантастов Валентина Рича и Михаила Черненко в «Литературной газете» впервые была опубликована история о дропа, которая затем видоизменялась различными авторами, публикующимися на тему НЛО. Согласно этой истории, в 1938 году (по некоторым источникам в 1937 году) экспедиция под руководством профессора археологии Ци Футая исследовала странные прямоугольной формы пещеры в районе Тибета. Там в неглубоких могилах участники экспедиции нашли 716 скелетов гуманоидов высотой 1,3 метра, с большими головами и тонкими телами. Вместе с каждым гуманоидом каменный диск с надписями — всего 716 дисков, получивших название «камней дропа». В течение двадцати лет эти диски находились в хранилище, а затем их обнаружил другой китайский ученый, Цум Ум Нуи. Он перевёл надписи на дисках, согласно которым несколько тысяч лет назад в этой местности потерпел крушение космический корабль, в результате чего возникла местная культура дропа. Не существует никаких свидетельств факта экспедиции, якобы обнаружившей дропа, существования пещер, где была сделана находка, существования скелетов дропа и «камней дропа». Нет никаких свидетельств существования учёных с именами Ци Футай или Цум Ум Нуи.
В 1996 году на горе Байгуншань на территории городского уезда Дэлинха были найдены якобы доисторические металлические трубы возрастом 150 тысяч лет, получившие название Байгунские трубы. Некоторые авторы утверждали, что они доказывают существование древней культуры инопланетян. Проведённые исследования показали, что находка представляет собой окаменевшие стволы деревьев.

#### Мистификации Эриха фон Дэникена
Дин Сноу предполагает неизбежность того, что парапсихология, астрология и (псевдо)археология в конечном итоге были объединены в одну масштабную мистификацию, которой стали идеи Эриха фон Дэникена. Основа была заложена эксцентричными версиями в сферах астрономии и физики Иммануила Великовского. Группа калифорнийцев, интересующихся археоастрономией, пришла к выводу, что атмосферные ореолы создают постоянный геометрический угол, который, по их мнению, они обнаружили в археологических материалах, от горшков до дворцов по всему миру. Издававшийся ими «Annular Newsletter» писал, что этот мистический угол имеется даже в конструкции космического аппарата «Пионер-10». Эти и другие подобные публикации подготовили общественность к идеям фон Дэникена, который вырвал из контекста ряд отобранных им археологических свидетельств и использовал их, чтобы убедить публику в идее палеоконтакта — посещения Земли внеземными разумными существами в древности.
Археоастрономия была широко популяризирована публикацией книги 1965 года Джеральда Хокинса «Расшифрованный Стоунхендж», которая вызвала большие споры среди специалистов. В 1973 году Хокинс издал поспешно написанную и плохо подготовленную книгу «За пределами Стоунхенджа». Большинство книг фон Дэникена были впервые опубликованы между этими двумя датами, и для неспециалиста их содержание сложно было отличить от несколько более научных работ Хокинса. Фон Дэникен интерпретировал известняковую карстовую воронку на полуострове Юкатан как кратер, оставленный доисторической ракетой. Резьбу майя из Паленке, которая на протяжении десятилетий рассматривалась как произведение искусства майя — как изображение человека в космическом корабле. Мексиканского бога Кетцалькоатля, которому испанские миссионеры приписали светлую кожу и бороду, чтобы обратить в Иисуса, фон Дэникен рассматривал как таинственного гостя из космоса. Статуи с острова Пасхи, изготовление и транспортировка которых были хорошо изучены, по мнению фон Дэникена, не могли быть ни изготовлены, ни перемещены людьми. Приём фон Дэникена заключался в использовании объектов, для которых уже даны известные рациональные объяснения. Он окутывал их атмосферой тайны и представлял неспециалистам как доказательство своих идей. По мнению Дина Сноу, эта сложная мистификация уникальна из-за своего масштаба и потому, что фон Дэникен совсем не пытался «замести следы». Не теряя времени на попытки опровергнуть возражения учёных, он сосредоточил усилия на продажах книг и смог за короткое время разбогатеть. Будучи ранее осуждённым за мошенничество в Швейцарии, фон Дэникен уже потерял личную репутацию, которую он мог бы защищать, что позволяло ему действовать более свободно.
Масштабная мистификация фон Дэникена имела последователей. Была возрождена идея магии чисел пирамиды, время от времени, циклически приобретающая популярность на протяжении столетий. Авторы начали находить упоминания о космических кораблях в Ветхом Завете. Американский автор Роберт Тэмпл писал, что древние люди, не имеющие телескопов, обладали таинственным знанием о звезде Сириус. Сторонником идеи палеоконтакта был также Чарльз Берлиц.
Учёные с самого начала опровергали идеи фон Дэникена и его последователей. Основательной критике идеи фон Дэникена был подвергнуты астрономом Эдвином Круппом в книге «В поисках древних астрономий» 1977 года.
1960-е и 1970-е годы стали «золотым веком» псевдонаучной литературы об Атлантиде и других подобных «цивилизациях». Эрих фон Дэникен утверждал, что продал более 60 миллионов экземпляров своих книг по гипотезе древних астронавтов, представляющей собой «космическую версию» идеи Атлантиды. Другие издания по «альтернативной археологии» стали культовой классикой, в том числе некоторые работы реальных, хотя и эксцентричных учёных, таких как историки Чарльз Хэпгуд и Джорджо де Сантиллана. Большая часть этих работ переиздаётся до настоящего времени.

### Поиски мифических цивилизаций
Популярное течение в маргинальной археологии постулирует существование потерянной цивилизации, которая обычно изображается как удивительно развитая, обладающая высочайшими технологиями, недоступными даже современной цивилизацией, и паранормальными способностями, которые современный человек не может даже осознать. Эта потерянная цивилизация или цивилизации обычно представляются в качестве материнской культуры для всех последующих, исторически известных цивилизаций, которым данная древняя цивилизация передала свои знания. Утверждается, что потерянная цивилизация была трагически уничтожена либо естественным катаклизмом, либо катастрофической технологической ошибкой и каким-то образом была скрыта от современного человека.
Археолог Кеннет Федер связывал Атлантиду с мифом о Золотом веке, отмечая, что в каждой исторической эпохе образы Атлантиды видоизменяются, удовлетворяя потребности современников. Федер писал, что его дача в Ривертоне (Баркхэмстед, Коннектикут) — чуть ли не единственное место на Земле, где никто из «истинно верующих» не пытался отыскать Атлантиду. По состоянию на 2019 год популярными оставались: атлантическая и средиземноморская локализация, существующая в двух вариантах (Крит и Санторини); расположение Атлантиды в Антарктиде, на юге Испании, в Скандинавии, Южно-Китайском море, Северной Америке (в том числе Флориде), у побережья Кубы, в Боливии, атолле Бимини или ином острове на Багамах, и т. д. Перечисление завершается фразой: «От Хогвартса до Атлантиды можно дойти пешком за несколько минут».
В феврале 1961 года на склоне горы Косо в пустыне Южной Калифорнии трое коллекционеров драгоценных камней в ходе сбора жеод нашли механический предмет, заключенный в окаменевшую породу. Спустя несколько лет предмет, ставший известным как Артефакт из Косо, приобрёл большое значение в псевдоархеологии, включая сторонников идеи исчезнувшей працивилизации типа Атлантиды, последователей идей фон Дэникена о палеоконтакте, а также младоземельных креационистов. Широко распространено мнение, что артефакт составляет неразрешимую проблему. Предмет был утерян после 1969 года. Представляет собой свечу зажигания 1920-х годов, а заключавшая его порода по описанию не была окаменевшей.
В последние десятилетия было организовано несколько псевдоархеологических экспедиций. Деятели, связанные с нью-эйдж, заявляли об открытии затопленных пирамид у берегов Японии, руин Атлантиды недалеко от Кипра и целого затонувшего города недалеко от Кубы (на глубине 2000 футов). Интерес к Атлантиде переживает новый золотой век. В июле 2005 года на греческом острове Милос прошла международная конференция «Гипотеза Атлантиды». В ней приняли участие как настоящие учёные, интересующихся историческими, геологическими, вулканологическими и психологическими корнями легенды, так и «независимые исследователи» (любители «альтернативной археологии»), пытающиеся доказать свои теории: Атлантида располагалась на Мальте, на Крите, в районе Гибралтара, в Сербии.
В эзотерике, включая учение Елены Блаватской, и у ряда современных авторов псевдонаучной литературы, например, Эрнста Мулдашева, присутствует идея древней расы великанов, обладавших тайными знаниями. Идея популярна в различных псевдонаучных произведениях и в массовой культуре, в том числе отражена в телепередачах (например, псевдонаучный фильм «По следам тайны — города великанов», показанный на российском телеканале «Культура», автор и режиссёр Армен Петросян). В качестве доказательств приводятся фотографии скелетов огромных размеров и идеальной сохранности на фоне обычных людей; свидетельства «очевидцев», якобы находивших огромные кости, которые позже были каким-либо образом утеряны; мегалитические постройки (Стоунхендж и др.; утверждается, что обычные люди, имеющие только примитивные технологии не могли их соорудить); летописи, дневники средневековых путешественников; истории о найденных в XX веке останках гигантопитеков и мегантропов и др. Утверждается, что гигантские скелеты присвоили и скрыли «официальные учёные». Фотографии гигантских скелетов представляют собой результат фотомонтажа (в ряде случаев известен их автор). Ничем не подтверждённые рассказы «очевидцев» как прошлого, так и настоящего, не могут считаться доказательствами. Описаны и в ряде случаев экспериментально проверены технологии, использованные при создании мегалитических сооружений древности. В эволюции гоминид размеры тела в целом увеличивались, а не уменьшались.
Один из наиболее известных российских псевдоархеологов Валерий Дёмин в 1990-е годы организовал экспедиции «Гиперборея-97» и «Гиперборея-98» на Кольский полуостров. Экспедиция провела на полуострове пять сезонов (1997—2001). По утверждениям её участников, ими были найдены гигантские руины, «подземная база инопланетян» и другие доказательства существования Гипербореи. Однако Дёмин и его последователи не опубликовали никаких документальных подтверждений этих открытий, а единичные фотографии участников экспедиции демонстрируют различные геологические образования. Дёмин помещал Гиперборею на территории Русского Севера, Северной Сибири и Приполярья и утверждал, что она была прародиной всего человечества. Наиболее прямыми потомками гиперборейцев он считал «ариев» («арийцев»), прямыми потомкам последних — славян и русских. «Торжество» этой «гиперборейской» идеи Дёмин связывал с работами теоретика национал-социализма Германа Вирта, автора псевдонаучной теории о происхождении нордической расы от высокоразвитой арктической «арийской» цивилизации, а также с работами французского философа Рене Генона и итальянского эзотерика и идеолога неофашизма Юлиуса Эволы. По мнению Дёмина и его единомышленников, идея Гипербореи создаёт «фундамент для стратегии лидерства» России.

## Признаки
Археолог Уильям Стибинг-младший считает, что, несмотря на разнообразие идей псевдоархеологов, существует ряд основных признаков, характерных для большинства псевдоархеологических интерпретаций, благодаря чему псевдоархеологию следует рассматривать как единое явление. Учёный выделяет три основных признака псевдоархеологических идей: ненаучный характер их методов и использования доказательств, стремление давать «простые, короткие ответы на комплексные, сложные вопросы» и тенденция псевдоархеологов представлять себя преследуемыми «официальной наукой», сопровождаемая двойственным отношением к научному характеру просвещения. Мнение о наличии у псевдоархеологии общих основных признаков, разделяют и другие учёные.

### Ненаучный характер методов
Критики со стороны научного сообщества отмечают, что псевдоархеологи обычно пренебрегают научным методом. «Альтернативная археология» и связанный с ней креационизм приняли некоторые внешние научные атрибуты, однако они ищут окончательные ответы на загадки человеческого существования в духовном или сверхъестественном плане. Вместо проверки выдвигаемых гипотез с помощью доказательств, псевдоархеологи выстраивают археологические данные так, чтобы они соответствовали предпочтительным выводам, которые часто основываются на догадках, интуиции, религиозных или националистических идеях. Различные псевдоархеологи придерживаются различных базовых предпосылок, которые, как правило, являются ненаучными. Псевдоархеология может иметь мотивацию, связанную с национализмом или стремлением доказать определённые религиозные (например, разумный замысел), псевдоисторические, политические или антропологические теории. Во многих случаях делается априорный вывод, и проводятся полевые исследования для конкретизации теории. Несмотря на это, многие псевдоархеологи утверждают, что они пришли к своим выводам, используя научные приёмы и методы, хотя никаких доказательств этого нет. По мнению профессора антропологии Дин Сноу, народная археология предполагает доверчивость, а трезвое мышление заменяется на спекуляции с «неуместными артефактами». По словам Сноу, авторы, действующие из соображений собственной выгоды, постоянно недооценивают интеллект не только своей аудитории, но и уровень своих источников.
Историк Гарретт Фэган писал:

Если вы изучите методологию псевдоархеологии и креационизма — то, как они строят свои аргументы, — вы обнаружите, что они почти идентичны. Используются, по существу, не интеллектуальные, а политические аргументы. Это выглядит как наука, но таковой не является. Они обвиняют науку и теорию эволюции во многих социальных бедах и считают подрыв и уничтожение науки своей главной целью.
Археолог Джон Р. Коул считал, что большинство псевдоархеологов не понимают, как должно осуществляться научное исследование, вместо этого они полагают, что наука это «просто масштабная битва правдивых и лживых» теорий. Коул пишет, что из-за непонимания научного метода весь псевдоархеологический подход является ошибочным. Большинство псевдоархеологов не рассматривают альтернативные объяснения, и их «теории» обычно были просто мненияи, не имеющими достаточных доказательств, чтобы их можно было считать теориями в научном значении этого слова.
Не имея научных доказательств, псевдоархеологи обычно используют в качестве таковых иные аргументы. Так, они делают «обобщенные культурные сравнения», подчёркивая внешнее сходство артефактов и памятников разных культур для доказательства наличия общего источника этих культур, обычно древней затерянной цивилизации, такой как Атлантида, Му или внеземная цивилизация. Таким образом, псевдоархеологи полностью выводит различные артефакты и памятники из их первоначального контекста, тогда как для археологов, для которых контекст имеет первостепенное значение.
Другой тип «доказательств», используемых рядом псевдоархеологов, включает интерпретацию различных мифов как отражающих исторические события, при этом мифы часто вырываются из своего культурного контекста. Например, автор «ревизионистской хронологии» Иммануил Великовский утверждал, что ацтекские мифы о миграциях и богах войны отражают память о космической катастрофе, произошедшей в VII и VIII веках до н. э. Археолог Уильям Стибинг-младший отметил, что такие мифы сложились только к XII—XIV векам н. э.
В целом псевдоархеологи и связанные с ними креационисты полагаются на переинтерпретацию уже существующих археологических данных, хотя некоторые «альтернативные археологи» финансируют собственные экспедиции и «исследования». Некоторые креационисты занимаются библейской археологией.
Одним из распространённых «аргументов» сторонников идеи палеоконтакта являются различные неверно интерпретированные реальные исторические изображения — наскальная живопись, рисунки и скульптуры шумеров, древних египтян и других народов, православные иконы и др. Любая фигура в головном уборе или с чем-либо вокруг головы интерпретируется как астронавт в скафандре, рогатый шлем — как радиоантенны, любой летящий предмет («колёса с глазами» из книги пророка Иезекииля, колесница Ханумана из «Рамаяны» и др.) — как летательный аппарат и др. В действительности изображения, выдаваемые за свидетельства знакомства художников прошлого с космическими скафандрами или их элементами (шлемами, наушниками), отражают такие обычные вещи как головные уборы, ритуальные маски, прически, орнаменты, нимбы. «Летательные аппараты» являются мифологическими объектами (небесные колесницы), аллегориями, метафорами, атмосферными явлениями и др.
Часто объектами псевдоархеологии являются предметы, заявленные как черепа, скелеты или мумии инопланетян или неких земных разумных существ. За такие останки обычно выдаются: скелеты плодов или новорождённых детей с патологиями («гуманоид Атакамы», «кыштымский карлик» и др.); черепа с патологиями, такими как гидроцефалия (Звёздный ребёнок, череп, найденный в 1930 году в Мексике и др.); разрушенные черепа различных животных (например, выданные за останки неизвестных существ два разломанные черепа горных козлов из адыгейской пещеры); черепа с искусственными деформациями, часто удлинённые — неумышленные, умышленные или патологические (скафоцефалия, акрокефалия или акромегалия) деформации детских черепов встречаются часто в разных культурах; результат фотомонтажа.
«Альтернативная археология» включает прибыльный издательский бизнес, основанный продажах книг Хэнкока и фон Дэникена. В последние десятилетия было организовано несколько псевдоархеологических экспедиций, на финансирование которых были собраны значительные средства.
Принятие мифов и легенд как по крайней мере потенциально верных позволило Генриху Шлиману найти руины Трои, а Хельге Ингстаду — Л’Анс-о-Медоуз, археологический памятник на месте поселения викингов в Северной Америке. Однако, учитывая интенсивность археологической деятельности за последнее столетие, маловероятно, что подобное повторится.
Особую категорию «неуместных артефактов» составляют мегалитические постройки и другие крупные древние сооружения (например, геоглифы Наски, египетские пирамиды) — реальные древние объекты, создателям которых псевдоучёные приписывают владение высокими технологиями. Часто используются в качестве «доказательства» гипотезы палеоконтакта и рассматриваются как творения инопланетян или людей, использовавших внеземные технологии. Археологические находки и различные эксперименты показывают, люди древности вполне были способны построить пирамиды и другие крупные древние сооружения без использования высоких технологий. Выдающиеся памятники средневековой архитектуры и архитектуры Нового времени не уступают, а во многом превосходят архитектурные сооружения Древнего мира.

### Оппозиция научному сообществу
Псевдоархеологи обычно позиционируют себя жертвами притеснений со стороны «официальной науки». Они часто используют язык, который дискредитирует учёных, изображая их неискушёнными, проводящими всё время в пыльных библиотеках и боящимися бросить вызов «ортодоксальной науке», чтобы не потерять работу. В некоторых более крайних случаях псевдоархеологи обвиняют учёных в участии в масштабном заговоре с целью скрыть правду о подлинной истории от общественности. Когда учёные критикуют деятельность псевдоархеологов, последние видят в этом свидетельство правоты своих идей, утверждая, что таким образом участники этого «академического заговора» пытаются скрыть правду.
Псевдоархеологи могут рассматривать «академическую археологию» как идеологию, а не науку. Британский журналист и псевдоархеолог Грэм Хэнкок, автор нескольких книг о поисках затерянной цивилизации Атлантиды, утверждал, что археология представляет собой небольшую группу ограниченных единомышленников, контролирующих знание о прошлом, которое должно быть достоянием всех. Ведический креационист Майкл Кремо утверждает, что мейнстримная наука стала «фильтром знаний», предназначенным для того, чтобы избегать обсуждения самых многообещающих идей; научный консенсус стал видом группового мышления, и противоречащие ему доказательства стали неприемлемыми. По словам Кена Хэма, креационисты разделяют взгляд Кремо на науку как на «фильтр знаний», особенно когда речь идет о «доказательствах», противоречащих теории Дарвина.
Британский археолог Колин Ренфрю признавал, что «археологический истеблишмент» часто «держится своих позиций и сопротивляется радикальным новым идеям», но это не является причиной того, что псевдоархеологические идеи категорически отвергаются учёными. Гаррет Г. Фэган отмечал, что в академическом археологическом сообществе «новые свидетельства или аргументы должны быть тщательно изучены, чтобы гарантировать их достоверность… и для того, чтобы опровергнуть сложившиеся, хорошо укоренившиеся позиции, необходимы значительные усилия и особенно убедительные данные…». Фэган отметил, что у псевдоархеологические концепции просто нет достаточных доказательств, подтверждающих их и позволяющих принять их профессиональными археологами.
С другой стороны, многие псевдоархеологи, критикуя «официальную науку», в то же время пытаются заручиться поддержкой людей с академическими полномочиями и связями. Иногда они цитируют учёных прошлого для подкрепления своих аргументов. Так, Грэм Хэнкок в своей книге «Следы богов» (1995) неоднократно отмечает, что выдающийся физик Альберт Эйнштейн однажды положительно прокомментировал гипотезу сдвига полюсов, от которой отказались научное сообщество, но которую поддерживает сам Хэнкок. Однако, как заметил Фэган, Хэнкок не упоминает, что Эйнштейн был физиком, а не геологом, равно как и тот факт, что современное понимание тектоники плит сформировалось уже после смерти Эйнштейна.

### Националистическая и расистская мотивация
Археолог Джон Хупс в журнале Общества американской археологии отмечает, что «псевдоархеология активно продвигает мифы, обслуживающие идеи превосходства белых, расовый национализм, колониализм, а также угнетение коренных народов».
Профессор антропологии Дин Сноу писал, что некоторые из самых основательных заблуждений, связанных с североамериканской археологии возникают из народного воображения принесённой на Американский континент европейской культуры. Одним из них является обычно негласная идея, что коренные американцы были интеллектуально неспособны создавать артефакты, которые они оставили после себя, без какой-либо помощи извне. Это представление было особенно востребованным в XIX веке, когда практиковалось лишение индейцев права собственности, но оно сохраняется до настоящего времени как тонкая форма расизма.
Нацистские псевдоархеологи основывались на идее превосходства «арийской расы».
Сноу отмечал, что Ричард Дикон, в книге 1966 года «Мадок и открытие Америки» развивавший миф о валлийском принце Мадоке, первооткрывателе Америки, сам был британцем; Иван Ван Сертима, развивавший идею доколумбовых посещений африканцами Америки, был афроамериканцем.
Диффузионистские теории часто служат для объяснения того, как не принадлежащие к «белой расе» народы Америки и стран нынешнего третьего мира смогли построить впечатляющие памятники. Утверждается, что египтяне, майя, ацтеки, инки, зимбабвийцы, строители курганов Среднего Запада Америки не могли сами создать сложные культуры; им должны были помочь ирландские монахи, выходцы из Атлантиды или инопланетяне. Эти идеи представляют собой отголоски расистских подходов археологии прошлого.
По мнению Гаррета Г. Фэгана,

Идея, что разные люди в разных местах пришли к сходным решениям одних и тех же проблем, — это совершенно неприемлемая мысль [в «альтернативной археологии»]. Одно конкретное решение [согласно «альтернативной археологии»] может быть достигнуто только один раз, и его истинным источником являются исключительно белые люди. Я не утверждаю, что Грэм Хэнкок и другие являются расистами, но они являются поставщиками опасных идей, которые следует оставить в прошлом.

### Религиозная мотивация
Псевдоархеологи из среды христианских фундаменталистов, разделяющие младоземельный креационизм, считают, что Земле всего от 4 до 10 тысяч лет. Псевдоархеологи из числа индуистских фундаменталистов, напротив, утверждают, что человеческий вид намного старше, чем 200 тысяч лет. Археолог Джон Р. Коул называет такие взгляды «культовой археологией» и рассматривает их как псевдоархеологические. По его мнению, эта псевдоархеология имеет «многие религиозные атрибуты, причины и следствия».
«Альтернативная археология» регулярно пересекается с креационизмом по теме Ноева ковчега и некоторым интерпретациям Книги Бытия. Эти направления имеют две основных общих темы: працивилизация Атлантиды и идея, что жители Старого Света (кельты, евреи, римляне, финикийцы, африканцы и др.) посещали Америку задолго до Колумба или викингов. Археологи называют последнюю идею гипердиффузионизмом или крайним диффузионизмом. Ряд направлений креационизма, в частности, утверждает, что ископаемые останки гоминидов, являются не предками людей, а принадлежат либо к обезьянам, либо к людям, но никогда не составляют промежуточную стадию эволюции. Также креационизм стремится привести ближневосточные археологические данные в соответствие с Ветхим Заветом.
В известном эссе 1987 года археолог Уильям Х. Стибинг-младший высказал мнение, что «альтернативная археология» «функционирует так же, как миф в примитивных культурах. Она разрешает психологические дилеммы и предоставляет ответы в сфере неизвестного или непознаваемого». «Сильная эмоциональная привязанность», которую некоторые люди испытывают к таким объяснениям, кажется, напрямую связана с «ненаучным, квазирелигиозным, неофициальным характером этих теорий».
Конфликт вокруг археологии является частью давнего спора между наукой и религией. В целом «альтернативная археология» и креационизм стремятся создать картину прошлого, которая была бы более мирной и более ценностной, чем та, которую раскрывает «материалистическая» наука. Грэм Хэнкок считает, что археология следует «материалистической идеологии, утверждающей как факт, что в жизни нет смысла, а есть просто случайное сочетание молекул, эволюционирующих в ту ситуацию, которую мы наблюдаем сегодня. Я думаю, что огромное количество людей находят это крайне бесперспективным, крайне мрачным».

## Научный подход
Псевдоархеологические теории подвергаются резкой критике со стороны академических и профессиональных археологов. Одна из научных работ, прямо посвящённых этим вопросам, принадлежит американскому археологу Роберту Вохоуп (1962) из Тулейнского университета. Британский археолог Колин Ренфрю писал, что псевдоархеологи обращаются с археологическими материалами «легкомысленным и корыстным образом», что упрощает сложный вопрос происхождения человека. Такие учёные, как Джон Р. Коул, Гаррет Г. Фэган и Кеннет Л. Федер отмечали, что псевдоархеологические интерпретации прошлого основаны на сенсационности, логических ошибках, сфабрикованных или неверно истолкованных доказательствах, цитатах, вырванных из контекста и неверной информации. Фэган и Федер охарактеризовали такие интерпретации как антирациональные и антинаучные, а некоторые из них — как «гипернационалистические, расистские и ненавистнические».
Большинство американских археологов признают, что псевдонаучные идеи, связанные с Атлантиду или крайним диффузионизмом, не несут явного вреда. Однако креационизм рассматривается как конкретная доктрина, которая связана с правыми и нацелена на борьбу с современной наукой. Многие археологи обеспокоены широким распространением представлений в русле псевдоархеологии, рассматриваемых как современная мифология.
Гарретт Г. Фэган, профессор классических и древних средиземноморских исследований в Университете штата Пенсильвания, который посвятил большую часть своей профессиональной деятельности борьбе с альтернативной археологией, особенно негативно отзывался о телевизионных шоу, которые представляли псевдоархеологические теории широкой публике, полагая, что это связано с трудностью сделать научные археологические теории понятными и интересными для обычного зрителя. Ренфрю, однако, считал, что руководители телеканалов, заказывающие псевдоархеологические «документальные» фильмы, знают, что они содержат неверную информацию, и разрешили снимать и транслировать их просто с целью получения «краткосрочной финансовой выгоды». Кеннет Л. Федер, археолог из Университета Центрального Коннектикута и автор книги «Подделки, мифы и тайны», учебника по псевдоархеологии для колледжа, отмечал: «Вы никогда не увидите, чтобы народу Атлантиды уделялось равное количество времени на уроках общественных наук». Специалисты полагают, что поддержка «альтернативной археологии» довольно широкая, но не очень глубокая. По мнению Фэгана, «альтернативная археология» имеет «очень мало истинных сторонников», но также «очень мало настоящих скептиков. Где-то посередине находится много людей, которые не могут отличить абсолютную чушь от реальных вещей».
Фэган и Федер писали, что археологи не могут успешно взаимодействовать с псевдоархеологами, отмечая, что «нельзя дискутировать с абсурдом». Исходя из собственного опыта, они утверждали, что попытки диалога превратились в «неформатное противостояние, в котором в центре внимания становятся компетентность и мотивы критика». Фэган отмечал, что споры со сторонниками псевдоархеологических теорий бессмысленны, поскольку они отрицают логику. Так, в их число входят те, «кто открыто признали, что не читали ни слова, написанного профессиональным египтологом», но в то же время «заявляли, что академическая египтология неверна, даже злонамеренна».
Профессор антропологии Дин Сноу писал в 1981 году, что в отличие от народной археологии, ответственная (научная) археология стала очень сложной и понятной лишь посвящённым. Любительские археологические общества сокращаются в масштабах, в значительной степени потому, что археология перестала быть понятной для людей, не имеющих специального образования по этому предмету. Эта аудитория должна теперь обратиться к профессиональной популяризации в научно-популярных журналах. Согласно Сноу, археологи не сожалеют об уходе антикваров, но неизбежный упадок серьёзной любительской археологии многие оценивают негативно.
По мнению Дина Сноу, общественный интерес к археологии высок, и долг квалифицированных археологов — как удовлетворять этот интерес, так и опровергать заблуждения. По словам Фэгана, «наука нуждается в государственном финансировании для своего существования, и она должна быть общественной собственностью. Когда общественность не уверена в том, что является действительной наукой, а что нет, это не очень хорошая ситуация».
Противодействие вводящим в заблуждение «открытиям» псевдоархеологов ставит учёных в затруднительное положение, описанное археологом Корнелиусом Холторфом: следует ли стремиться опровергнуть альтернативные подходы в подходе «крестоносцев» или сосредоточиться на лучшем понимании общественностью соответствующих наук. Холторф предложил третий, релятивистский и контекстуализированный подход, выявляющий социальные и культурные потребности, которые удовлетворяют как научная, так и «альтернативная археология», а также рассматривающий обращение к материальной культуре прошлого с точки зрения критического понимания и диалога с «множественным прошлым». Подобный подход использовала Барбара Бендер при изучении массовых представлений о Стоунхендже. По мнению Холторфа, «археологические прочтения ландшафта способствуют освоению места… Эти прочтения вполне могут быть научными, но даже ненаучные исследования способствуют обогащению наших ландшафтов».
Некоторые учёные также могут развивать псевдоархеологические идеи. Археолог Глин Дэниел (1977) задавал вопрос: «Почему ответственные и аккредитованные профессора пишут такую невежественную чушь?». Он заключает, что Барри Фелл и Иван Ван Сертима, книги которых он рецензировал, являются «заблуждающимися исследователями», которые «предлагают нам плохо аргументированные теории, основанные на фантазиях». По мнению Дина Сноу, если воспринимать археологию как спорт, а не как науку, то она становится спекулятивной игрой, в которую каждый может играть с чистой совестью. Согласно Сноу, «бунт антикваров» и их эксплуатация для получения прибыли будут продолжаться циклически до тех пор, пока научная археология не начнёт привлекать внимания общественности.
Кеннет Федер считает, что проблема гипердиффузионистского подхода заключается в полном отсутствии подтверждающего его материала.
Федер отмечает, что нет никаких физических доказательств существования потерянных цивилизаций. Не существует каких-либо археологических свидетельств существования сверхразвитой цивилизации 10 тысяч лет назад наподобие сверкающих городов, фабрик, работающих на энергии Земли и т. п.
По словам астрофизика Карла Сагана, «в длинном перечне поп-археологии „древних астронавтов“ случаи, представляющие кажущийся интерес, имеют вполне разумные альтернативные объяснения, или о них сообщают неверно, или же они являются просто уклонением, мистификациями и искажениями фактов».

### Конференции и антологии
На собрании Общества американской археологии 1986 года его организаторы Кеннет Л. Федер, Луэнн Хадсон и Фрэнсис Харролд решили провести симпозиум для изучения псевдоархеологических представлений с различных научных точек зрения, включая археологию, физическую антропологию, социологию, историю и психологию. На основе материалов этого симпозиума была подготовлена антология под названием «Культовая археология и креационизм: понимание псевдоархеологических представлений о прошлом» (1987).
В 2002 году на ежегодном собрании Археологического института Америки был проведён семинар на тему псевдоархеологии. Позднее его материалы легли в основу научной антологии «Археологические фантазии: как псевдоархеология неверно истолковывает прошлое и вводит в заблуждение общественность» (2006) под редакцией Гарретта Г. Фэгана.
23 и 24 апреля 2009 года Американское общество востоковедения и Университет Дьюка (Центр еврейских исследований, а также кафедра религии и магистерская программа по религии), Исследовательский комитет Тринити-колледжа искусств и наук и Франклинский гуманитарный институт выступили спонсорами конференции «Археология, политика и средства массовой информации», посвящённой недобросовестности в археологии Святой земли, связанной с политическими, религиозными и идеологическими целями. Особое внимание было уделено сообщениям средств массовой информации о сенсационных и политически мотивированных заявлениях на археологическую тему и обязанности учёных реагировать на эти проблемы.

### Инклюзивный подход
Корнелиус Холторф, археолог из Лундского университета в Швеции, полагает, что критики «альтернативных археологов», такие как Гарретт Г. Фэган, «самоуверенны и высокомерны» по отношению к «альтернативным теориям», и изложение их взглядов таким образом наносило ущерб общественному восприятию археологов. Холторф подчеркнул, что академические и «альтернативные» археологические интерпретации имеют общие черты, причём вторые в некоторой мере влияют на первые. Он обратил внимание на археоастрономию, которая ранее рассматривалась как ключевой компонент периферийных археологических интерпретаций, прежде чем была принята научным мейнстримом. Он также отметил, что некоторые археологи, такие как Уильям Стьюкли (1687—1765), Маргарет Мюррей (1863—1963) и Мария Гимбутас (1921—1994) считаются значимыми фигурами как для «академических», так и для «альтернативных археологов». Холторф пришёл к выводу, что необходимо наладить конструктивный диалог между «академическими» и «альтернативными археологами».
Фэган и Федер подробно рассмотрели позицию Холторфа и пришли к выводу, что такой диалог возможен не более, чем диалог между биологами и креационистами или между астрономами и астрологами: один подход является научным, другой — антинаучным.

## Результаты опросов
В начале 1980-х Кеннет Л. Федер провёл опрос среди своих студентов-археологов. В опросе из 50 вопросов 10 вопросов касались археологии и (или) лженауки. Вопросы, в числе прочих включали такие, как действительно ли со вскрытием гробницы Тутанхамона связана последующая гибель открывших её людей, и есть ли веские доказательства существования Атлантиды. Некоторые из студентов склонялись к псевдонаучным взглядам. 12 % считали, что люди в экспедиции Говарда Картера были убиты древнеегипетским проклятием. В целом Федер периодически опрашивал студентов колледжей в разных частях США в течение 20 лет, чтобы определить их приверженность различным элементам «альтернативной археологии». По его данным за 2000 год, 45 % опрошенных студентов верили в существование затерянного континента Атлантиды (рекордный показатель), 36 % считали, что проклятие гробницы фараона Тутанхамона действительно убило людей, 23 % считали, что в доисторические времена Землю посещали инопланетяне.

## Некоторые работы псевдоархеологов
- Иммануил Великовский, «Миры в столкновении[англ.]» — Velikovsky, Immanuel. Worlds in Collision. — Garden City, New York : Doubleday, 1950.
- Эрих фон Дэникен, «Колесницы богов: Неразгаданные тайны прошлого» — Von Däniken, Erich. Chariots of the Gods? Unsolved Mysteries of the Past. — New York : Putnam, 1968.
- Грэм Хэнкок, «Следы богов» — Hancock, Graham. Fingerprints of the Gods. — New York : Doubleday, 1995.
- Майкл Кремо и Ричард Лесли Томпсон, «Запрещённая археология: неизвестная история человечества» — Michael A. Cremo & Richard L. Thompson. Forbidden Archeology: The Hidden History of the Human Race. — 1st ed., illustrated. — San Diego: Bhaktivedanta Institute, 1993. — 914 p. — ISBN 0963530984.
- Кремо М., Томпсон Р. Неизвестная история человечества / Пер. с англ. В. Филипенко. — М.: Философская книга, 1999. — 496 с.

### Книги
на русском языке
- Бунак В. В. Череп человека и стадии его формирования у ископаемых людей и современных рас. — М.: Издательство АН СССР, 1959.
- Кондратов А. Великаны острова Пасхи. — М.:: Советский художник,, 1966.
- Соколов А. Б. Мифы об эволюции человека / Научный редактор доктор биологических наук Е. Б. Наймарк. — М.: Альпина нон-фикшн, 2015. — 390 с. — ISBN 978-5-91671-403-6. (pdf на сайте Всенаука).
- Соколов А. Б. Ученые скрывают? Мифы XXI века / Научные редакторы С. М. Боринская, доктор биологических наук, А. И. Иванчик, доктор исторических наук, член-корреспондент РАН. — М.: Альпина нон-фикшн, 2017. — 370 с. — ISBN 978-5-91671-742-6. (pdf на сайте Всенаука).
- Шнирельман В. А. Арийский миф в современном мире / Российская академия наук, Институт этнологии и антропологии имени Н. Н. Миклухо-Маклая. — М.: Новое литературное обозрение, 2015. — (Библиотека журнала «Неприкосновенный запас»). — ISBN 978-5-4448-0279-3.

на других языках
- Card, Jeb J. Spooky Archaeology: Myth and the Science of the Past. — Albuquerque : University of New Mexico Press[англ.], 2018. — ISBN 978-0-8263-5965-0.
- Cazeau, Charles J. Exploring the Unknown: Great Mysteries Reexamined. — New York : Springer, 1979. — ISBN 0-3064-0210-6.
- Archaeological Fantasies: How Pseudoarchaeology Misrepresents the Past and Misleads the Public / Garrett G. Fagan[англ.]. — Abingdon, UK and New York : Routledge, 2006. — ISBN 0-4153-0593-4.
- Feder K. Frauds, Myths, and Mysteries: Science and Pseudoscience in Archaeology. — London : McGraw Hill[англ.], 2010.
  - Feder K. L. Frauds, myths, and mysteries : science and pseudoscience in archaeology (англ.). — Tenth ed.. — Oxford, New York: Oxford University Press, 2019. — xx, 332 p. — ISBN 978-0-1900-9641-0.
- Feder, Kenneth L. Encyclopedia of Dubious Archaeology: From Atlantis to the Walam Olum (англ.). — Bloomsbury Academic, 2010. — 292 p. — ISBN 0313379181, 9780313379185.
- Cult Archaeology and Creationism: Understanding Pseudoscientific Beliefs about the Past / Harrold, Francis B. and Raymond A. Eve. — Ames : University of Iowa Press[англ.], 1995. — ISBN 0-8774-5513-9.
- Frauds, Myths, and Mysteries: Science and Pseudoscience in Archaeology / Jeremy Sabloff. — New York : W.H. Freeman and Company, 1982. — ISBN 0-7167-1395-0.
- Sagan, Carl. Broca's Brain: Reflections on the Romance of Science (first ed. 1979). — Random House Publishing Group, 2011. — ISBN 978-0-394-50169-7.
- Williams, Stephen. Fantastic Archaeology: The Wild Side of North American Prehistory. — Philadelphia : University of Pennsylvania Press, 1991. — ISBN 0-8122-1312-2.
- Wallis, Robert J. Shamans/Neo-Shamans: Ecstasy, Alternative Archaeologies and Contemporary Pagans. — London : Routledge, 2003.
- Wauchope R.[англ.]. Lost Tribes & Sunken Continents; Myth and Method in the Study of American Indians. — Chicago : University of Chicago Press, 1962. — ISBN 0-2268-7635-7.
- White, Peter. The Past is Human. — Sydney : Angus & Robertson[англ.], 1974. — ISBN 0-2071-3067-1.
- Fagan, Garrett G. Preface // Archaeological Fantasies: How Pseudoarchaeology Misrepresents the Past and Misleads the Public / Garrett G. Fagan. — Abingdon, UK and New York : Routledge, 2006a. — P. xvii–xix.
- Fagan, Garrett G.[англ.]. Diagnosing Pseudoarchaeology // Archaeological Fantasies: How Pseudoarchaeology Misrepresents the Past and Misleads the Public / Garrett G. Fagan. — Abingdon, UK and New York: Routledge, 2006b. — С. 23—46.
- Flemming, Nic. The Attraction of Non-Rational Archaeological Hypotheses: The Individual and Sociological Factors // Archaeological Fantasies: How Pseudoarchaeology Misrepresents the Past and Misleads the Public / Garrett G. Fagan. — Abingdon, UK and New York : Routledge, 2006. — P. 47–70.
- Harrold, Francis B. Preface // Cult Archaeology & Creationism: Understanding Pseudoarchaeological Beliefs about the Past / Francis B. Harrold, Raymond A. Eve. — Iowa : University of Iowa Press[англ.], 1987. — P. ix–xii.
- Renfrew C. Foreword // Archaeological Fantasies: How Pseudoarchaeology Misrepresents the Past and Misleads the Public / Garrett G. Fagan. — Abingdon, UK and New York : Routledge, 2006. — P. xii–xvi.
- Schadla-Hall, Tim. The Comforts of Unreason: The importance and relevance of alternative archaeology // Public Archaeology / N. Merriman. — London : Routledge, 2004. — P. 255—271.
- Sebastion, Tim. Alternative archaeology: has it happened? // A Permeability of Boundaries?: New Approaches to the Archaeology of Art, Religion and Folklore. — Oxford, 2001. — P. 125–135.
- Stiebing, William H., Jr. The Nature and Dangers of Cult Archaeology // Cult Archaeology & Creationism: Understanding Pseudoarchaeological Beliefs about the Past. — Iowa : University of Iowa Press[англ.], 1987. — P. 1–10.
- Trollinger, Susan L. Chapter 31: The Bible and Creationism // The Oxford Handbook of the Bible in America :  [англ.] / Susan L. Trollinger, William Vance Trollinger, Jr.. — Oxford University Press, 2017. — P. 223–225. — ISBN 9780190258856.
- Williams, S. Fantastic archaeology: What should we do about it? // Cult Archaeology & Creationism: Understanding Pseudoarchaeological Beliefs about the Past. — Iowa : University of Iowa Press[англ.], 1987.

### Статьи
научные
- Гершкович Я. П. Международная школа квазиархеологии: ее прошлое и предсказуемое будущее // История археологии: личности и школы: Материалы Международной научной конференции к 160-летию со дня рождения В. В. Хвойки (Киев (5—8.10.2010)). — СПб.: Нестор-История, 2011. — С. 105—111. Архивировано 17 марта 2016 года.
- Cole, John R. (1980). Cult Archaeology and Unscientific Method and Theory. Advances in Archaeological Method and Theory. 3: 1–33.
- Fagan G. G.[англ.], Feder K. L. (2006). Crusading against straw men: an alternative view of alternative archaeologies: response to Holtorf. World Archaeology[англ.]. 38 (4): 718–729. doi:10.1080/00438240600963528. {{cite journal}}: Проверьте значение |author= (справка)Википедия:Обслуживание CS1 (множественные имена: authors list) (ссылка)
- Feder K. L. (1984). Irrationality and Popular Archaeology. American Antiquity. 49 (3): 525–541. doi:10.2307/280358. JSTOR 280358. S2CID 163298820.
- Groves, Colin (1994). Creationism: The Hindu View. The Skeptic (Australia). 14 (3): 43–45.{{cite journal}}:  Википедия:Обслуживание CS1 (множественные имена: authors list) (ссылка)
- Holtorf C. (December 2005). Beyond Crusades: How (Not) to Engage with Alternative Archaeologies. World Archaeology[англ.]. 37 (4): 544–551. doi:10.1080/00438240500395813Debates in "World Archaeology"{{cite journal}}:  Википедия:Обслуживание CS1 (postscript) (ссылка)
- Moshenka, Gabriel (2008). 'The Bible in Stone': Pyramids, Lost Tribes and Alternative Archaeologies. Public Archaeology[англ.]. 7 (1): 5–16. doi:10.1179/175355307X243672.
- Nanda M. Scientific values and civic virtues. — [Online-Ausg.]. — New York : Oxford University Press, 2005. — ISBN 978-0195172256.
- Snow D. R. (1981). Martians & Vikings, Madoc & Runes: A seasoned campaigner's look at the never-ending war between archaeological fact and archaeological fraud. American Heritage[англ.]. 32 (6).
- Tarzia, Wade (1994). Forbidden Archaeology : Antievolutionism Outside the Christian Arena (PDF). Reation/Evolution. Issue XXXIV. Summer 1994.
- Wodak, Jo; Oldroyd, David (1996). 'Vedic Creationism': A Further Twist to the Evolution Debate. Social Studies of Science. 26. SAGE: 192–213. doi:10.1177/030631296026001012.{{cite journal}}:  Википедия:Обслуживание CS1 (множественные имена: authors list) (ссылка)

научно-популярные
- Daniel, R. (1977). The forgotten milestones and blind alleys of the past. Royal Anthropological Society News. 33: 3–06.
- Fagan G. G.[англ.] (2003). Seductions of Pseudoarchaeology: Far Out Television. Archaeology. 56 (3). {{cite journal}}: Проверьте значение |author= (справка)Википедия:Обслуживание CS1 (множественные имена: authors list) (ссылка)